# Hemitrygon laevigata
Hemitrygon laevigata ist eine Stechrochenart und lebt an den Küsten des nordwestlichen Pazifik vor China und Japan.

## Merkmale
Hemitrygon laevigata hat eine rautenförmige Brustflossen-Scheibe, die 1,2 bis 1,3 mal so breit wie lang ist und nach vorne in einer stumpfen Schnauze ausläuft. Männchen erreichen 20 cm, Weibchen 30 cm Scheibenbreite, was sehr klein für die Gattung Dasyatis ist. Der Schwanz ist 1,4 bis 1,8 mal so lang wie die Scheibe, an der Basis breiter und läuft peitschenartig aus. Auf der Schwanzoberseite trägt er einen etwa 4 cm langen Giftstachel. Die Augen sind groß und hervorstehend, hinter ihnen liegen etwa ebenso große, elliptische Spritzlöcher. Die Oberseite ist gelbbraun, die Unterseite weiß, zu den Rändern hin graugelb. Auf Ober- und Unterseiten finden sich unregelmäßige dunkle Flecken. Der Schwanz ist dunkelbraun mit seitlichen gelben Streifen.

## Lebensweise
Der Rochen lebt im Gelben und Ostchinesischen Meer bodennah an der Küste in Tiefen von bis zu 50 Metern und in Flussmündungen. Über seine Ernährungsgewohnheiten ist wenig bekannt. Er ist ovovivipar mit Würfen von vermutlich nur ein bis zwei Jungtieren. Häufig wird er von Küstenfischern als Beifang eingebracht und in China auch vermarktet, während er in Japan meist wegen seiner geringen Größe nicht weiter verwertet wird. Wegen der starken Befischung seines Lebensraums und seiner geringen Vermehrungsrate wird er von der IUCN mit NT (gering gefährdet) bewertet.

## Systematik
Die Rochenart wurde im Jahr 1841 durch den chinesischen Naturwissenschaftler Chu Yuan-Ting unter der wissenschaftlichen Bezeichnung Dasyatis laevigata beschrieben. Bei einer Mitte 2016 erfolgten Revision der Dasyatidae wurde die Art in die Gattung Hemitrygon gestellt.